# Anne Queffélec
Pour les articles homonymes, voir Queffélec.
Anne Queffélec est une pianiste française, née le 17 janvier 1948 à Paris.

## Biographie

### Famille
Anne Bénédicte Jeanne Queffélec naît le 17 janvier 1948  dans le 15e arrondissement de Paris du mariage de l'homme de lettres Henri Queffélec et d'Yvonne Pénau.
Elle a trois frères, dont l'écrivain Yann Queffélec et le mathématicien Hervé Queffélec. Malgré son goût pour la littérature, elle choisit  la musique dès son plus jeune âge.
Le 8 octobre 1983, elle épouse Luc Dehaene ; de ce mariage sont issus deux enfants, Gaspard, pianiste, et Arthur, énarque, haut fonctionnaire.

### Formation
Après des études secondaires au cours Hattemer, elle suit les cours du conservatoire national supérieur de musique de Paris où elle obtient les premiers prix de piano et de musique de chambre.
Elle se perfectionne à Vienne auprès d’Alfred Brendel.

### Carrière de pianiste
Elle remporte en 1968 le concours international de Munich, puis en 1969 celui de Leeds, succès qui lui ouvrent les portes des salles de concert. Invitée dès lors par les plus grands orchestres et chefs d'orchestre, elle se produit également lors de nombreux festivals français et anglais, tels les « Proms » de Londres, le Festival de La Roque-d'Anthéron, la Folle Journée de Nantes.
Son répertoire très éclectique s'étend de Scarlatti à Satie et Dutilleux, bien qu'elle affectionne tout particulièrement Haydn, Schubert et Mozart, dont elle a notamment joué quelques extraits pour la bande son du film Amadeus de Miloš Forman.
Elle reçoit en 1990 en France la Victoire de la « meilleure interprète de musique classique ».
Sa discographie compte une trentaine de disques, notamment les intégrales pour piano seul de Ravel et Dutilleux.
En 2007, 2010, 2013 et 2025, elle siège comme membre du jury au concours musical international Reine-Élisabeth-de-Belgique.
En 2015, elle joue à La Grange au Lac d'Évian-les-Bains, elle s'allie avec le Quatuor Manfred.
Anne Queffélec transmet sa passion de la musique à son fils Gaspard Dehaene (né en 1987), qui choisit lui aussi la carrière de pianiste. Elle donne des stages de perfectionnement à l'École normale de musique de Paris.

## Discographie sélective
- 1973 F. Chopin: Les Scherzos, Les Impromptus. LP ERATO 70811
- 1976 : avec Alain Lombard, Orchestre philharmonique de Strasbourg - Ravel, les deux concertos pour piano (ERATO)
- 1978 : avec Pierre Amoyal - Fauré, sonates pour piano et violon (ERATO)
- 1979 : avec Imogen Cooper, Franz Schubert, Œuvres pour piano à 4 mains (ERATO)
- 1995 : Domenico Scarlatti, 13 Sonatas (Erato)
- 2003 : The works for solo piano volume 1 (EMI)
  - The works for solo piano volume 2 (EMI)
- 2004 : Beethoven, Lettre à Élise (IOD)
- 2005 : Satie, Gymnopédies, Gnossiennes, etc. (EMI)
- 2006 : Satie, Piano works (EMI)
- 2007 : Domenico Scarlatti, Sonates pour piano (WMI)
- 2008 : Satie, Œuvre pour piano (EMI)
- 2009 : Bach, Contemplations (Mirare)
  - Haydn, Sonates et variations (Mirare)
- 2010 : Chopin, De l'enfance à la plénitude (Mirare)
- 2013 : Satie & compagnie (Mirare), « Diapason d’Or » de l’année 2013
- 2014 :  Ombre et lumière, Domenico Scarlatti, 18 Sonates pour clavier (Mirare)
- 2019 : Wolfgang Amadeus Mozart, Sonates K 331, 332 et 333 (Mirare)

## Décorations
Anne Queffélec est nommée au grade de chevalier dans l'ordre national de la Légion d'honneur le 11 juillet 1997 au titre de « pianiste ; 34 ans d'activités professionnelles ».
Elle est nommée au grade d'officier dans l'ordre national du Mérite le 30 avril 2002 au titre de « pianiste-concertiste ; 36 ans d'activités musicales », faite officier le 6 janvier 2004 puis promue au grade de commandeur le 14 novembre 2011.